# Forquin-Lapierre
Forquin-Lapierre est le pseudonyme collectif de Pierre Forquin et de Henri Lapierre.
Ensemble, ils ont publié deux romans :
- L'Escalade, Paris, Éditions Denoël, coll. « Sueurs froides », 1972, 233 p. (BNF 35213154)
- L'Ombre du condottiere, Paris, Éditions de Trévise, 1974, 253 p.  (ISBN 2-7112-0113-9)